# Карпін (Мазовецьке воєводство)
Карпін (пол. Karpin) — село в Польщі, у гміні Домбрувка Воломінського повіту Мазовецького воєводства.
Населення — 459 осіб (2011).
У 1975-1998 роках село належало до Остроленцького воєводства.

## Демографія
Демографічна структура станом на 31 березня 2011 року:
|          | Загалом | Допрацездатний вік | Працездатний вік | Постпрацездатний вік |
| -------- | ------- | ------------------ | ---------------- | -------------------- |
| Чоловіки | 226     | 54                 | 145              | 27                   |
| Жінки    | 233     | 56                 | 134              | 43                   |
| Разом    | 459     | 110                | 279              | 70                   |